# Аминофф (дворянский род)
Аминофф (швед. Aminoff) — шведско-финляндский дворянский род русского происхождения. Семья произвела государственных деятелей, офицеров, ученых, торговцев, промышленников и землевладельцев. Семье Аминовых были присвоены титулы графа и барона. Семья Аминовых известна своим активным участием в торговле и промышленности.

## История рода
Аминовы изначально являются русской семьей боярского происхождения, которая, как утверждается, происходит от Раджи, жившего в Киеве и Новгороде в XII веке и служившего чиновником при дворе князя Всеволода II Ольговича. Раджа переехал в Киевскую Русь из Богемии Священной Римской империи в 1146 году. Согласно другой теории, прародителем семьи был посол по имени Амин (умер после 1365 года), который служил посланником Золотой Орды от Великого княжества Московского. Посол Амин говорил на татарском языке, что было полезно в дипломатических делах. Однако истинным предком является Иван Амин Юрьевич Курицын, потомок Раджи, чье родословие восходит к нему. Потомок Курицына, Никита Иванович Аминев, участвовал в осаде Казани, и его имя высечено на Успенском соборе в Москве.
Родоначальником рода был воевода Ивангорода Фёдор Григорьевич Аминев (ум. 1628), который во время Смуты служил шведам (с 1612), а после заключения Столбовского мира (1617) вместе с семьёй переселился в отошедшую к Швеции Ингерманландию. 24 сентября 1618 г. он получил дворянскую грамоту от Густава II Адольфа и стал называться Aminoff. Аминев был внуком Никиты Аминева. Мать воеводы Аминева была княжной Еленой Ивановной Голицыной, дочерью князя Ивана Голицына, воеводы Великого Новгорода, и внучкой князя Юрия Михайловича Булгакова-Голицына.
Его род был внесён в матрикул Рыцарского собрания Швеции 9 октября 1650 г. под номером 456, а в 1778 году, с восстановлением Густавом III деления дворянства на три класса был отнесён ко второму из них — рыцарскому.
Две ветви рода обосновались в Финляндии. В 1808 году генерал-майор Юхан Фредрик (1756—1842) и три его сына, Густав (1803—1838), Адольф (1806—1884) и Фредрик (1807—1880), принадлежавшие к младшей из этих ветвей, были пожалованы Густавом IV Адольфом баронским титулом. Однако они так и не были внесены в матрикул шведского Рыцарского дома, поскольку остались в Финляндии после её перехода под власть России.
Юхан Фредрик Аминофф в 1812 г. добился подтверждения своего титула и 17 сентября 1818 г. был внесён в баронский матрикул финляндского Рыцарского собрания под номером 25. В этом же году обе дворянские ветви рода были внесены в матрикул Рыцарского собрания под номером 36.
В сентябре 1819 г. Юхан Фредрик вместе со старшим сыном был удостоен графского титула и был внесён в графский матрикул под номером 5. Таким образом, финляндские графы Аминофф одновременно являются и шведскими баронами. В 1976 г. младшей ветви было возвращено право быть представленной в шведском Рыцарском собрании.